# Giulio Secondo
Giulio Secondo (in latino Iulius Secundus; Gallia, 35 – prima del 96) è stato un oratore romano.

## Biografia
Sotto il breve impero di Otone fu a capo della cancelleria imperiale. Fu amico di Quintiliano, tanto che quest'ultimo elogia il suo stile elegante e dice che se fosse vissuto più a lungo, avrebbe ottenuto la reputazione di oratore illustre agli occhi dei posteri. 
L'importanza data da Quintiliano a Secondo si nota anche dal fatto che l'oratore è uno degli interlocutori del Dialogus de oratoribus di Tacito, allievo di Quintiliano e che annovera Secondo tra i celeberrima tum ingenia fori nostri.